# 成田岳
成田 岳（なりた がく、1972年2月6日 - ）は、ウォルト・ディズニー・ジャパン株式会社エグゼクティブ ディレクター、オリジナル コンテンツ担当。以前はフジテレビドラマ制作センター、Netflixに所属していた。

## 来歴
1990年、東京学芸大学附属高等学校卒業。1994年、慶應義塾大学法学部法律学科卒業。1997年、慶應義塾大学大学院法学研究科公法学専攻修士課程修了。同年、フジテレビ入社。
幼少期をスペイン・アメリカ・アルゼンチンで過ごした帰国子女。

## テレビドラマ

### 連続ドラマ
- 彼女たちの時代（1999年）
- らぶ・ちゃっと（2000年）
- ラブ・レボリューション（2001年）
- 水曜日の情事（2001年）
- 天才柳沢教授の生活（2002年）
- 熱烈的中華飯店（2003年）
- 東京ラブ・シネマ（2003年）
- あなたの隣に誰かいる （2003年）
- FIRE BOYS 〜め組の大吾〜（2004年）
- ラストクリスマス（2004年）
- 恋におちたら〜僕の成功の秘密〜（2005年）
- スローダンス（2005年）
- 西遊記（2006年）
- サプリ（2006年） - チーフ演出
- プロポーズ大作戦（2007年） - チーフ演出
- ガリレオ（2007年）
- 33分探偵（2008年）
- ヴォイス〜命なき者の声〜（2009年） - チーフ演出
- BOSS（2009年）
- 東京DOGS（2009年） - チーフ演出
- TOKYO コントロール（2011年）
- ラッキーセブン（2012年）
- TOKYOエアポート〜東京空港管制保安部〜（2012年）
- 間違われちゃった男（2013年）
- ミス・パイロット（2013年）

### 単発ドラマ
- 24〜聖夜が街にやってくる〜（2003年）
- P&Gパンテーンドラマスペシャル 音のない青空（2005年）
- プロポーズ大作戦スペシャル（2008年）
- 4夜連続ドラマスペシャル・恋の合宿免許っ!（2014年）※プロデュース

## 映画
- Japan In A Day（2012年）共同監督

## 舞台
- 劇団EXILE 歌姫（2014年）